# Simalungun (huyện)
Huyện Simalungun là một huyện (kabupaten) thuộc tỉnh Bắc Sumatra, Indonesia. Huyện lỵ đóng ở. Huyện có diện tích 4369 km2, sân số theo điều tra năm 2000 là 855.591 người. Con số ước tính năm 2007 là 846.329 người.

## Các đơn vị hành chính
Huyện gồm có phó huyện hành chính (kecamatan) sau: